# Peter Burke

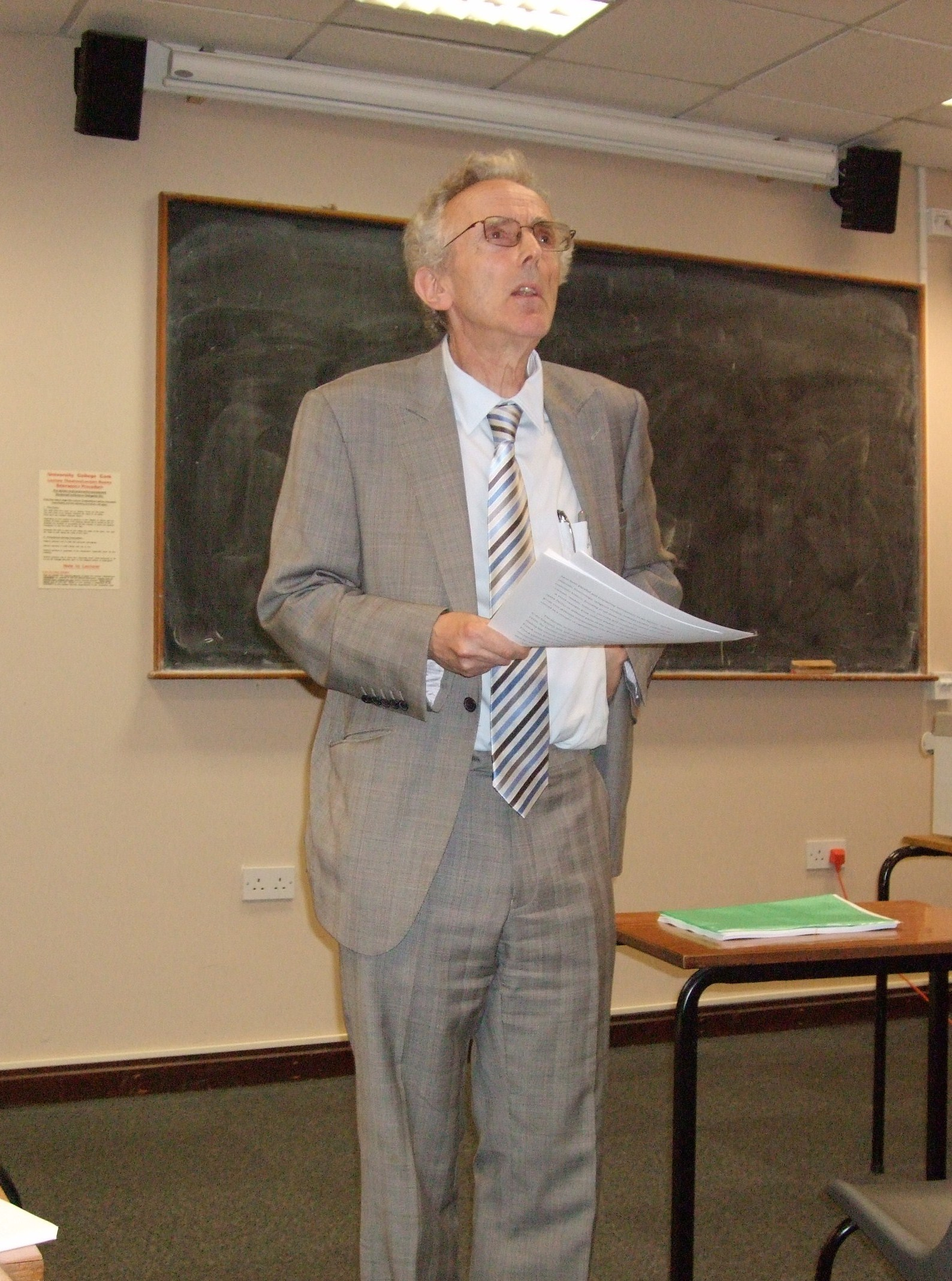
Peter Burke, 2009

Peter Burke (Stanmore (Groot-Londen), 1937) is een Engelse historicus.
Burke studeerde aan de Universiteit van Oxford, waarna hij ging doceren aan de School of European Studies verbonden aan de Universiteit van Sussex. Van 1978 tot aan zijn emeritaat bekleedde hij de leerstoel cultuurgeschiedenis aan de Universiteit van Cambridge.
Burke geldt als een van de belangrijkste historici van de Renaissance, waarbij hij met name aandacht heeft voor de sociale geschiedenis en mentaliteitsgeschiedenis. Daarnaast is hij geïnteresseerd in de historiografie. Hij schreef onder meer werken over de sociaalwetenschappelijke benadering binnen de geschiedenis, de opkomst van de zogeheten Annales-school en, meer recentelijk, over de New Cultural History, de nieuwe richting binnen de beoefening van de cultuurgeschiedenis.

## Belangrijkste publicaties
- Culture and society in Renaissance Italy (1972)
- Popular culture in Early Modern Europe (1978)
- The Renaissance (1987) - vertaald als De Renaissance (Nijmegen 1989)
- The French historical revolution: the Annales school 1929-1989 (1990)
- History and Social Theory (1991)
- The Fabrication of Louis XIV (1992)
- Varieties of cultural history (1997)
- A Social History of Knowledge: From Gutenberg to Diderot  (2000)
- New perspectives on historical writing (2001)
- What is cultural history? (2004) - vertaald als Wat is cultuurgeschiedenis? (Uitgeverij Erven J. Bijleveld, Utrecht 2007)